# Iwonicz-Zdrój (gemeente)
De gemeente Iwonicz-Zdrój is een stad- en landgemeente in het Poolse woiwodschap Subkarpaten, in powiat Krośnieński.
De zetel van de gemeente is in Iwonicz-Zdrój.
Op 30 juni 2004 telde de gemeente 10 905 inwoners.

## Oppervlakte gegevens
In 2002 bedroeg de totale oppervlakte van gemeente Iwonicz-Zdrój 45,5 km², waarvan:
- agrarisch gebied: 66%
- bossen: 22%

De gemeente beslaat 4,93% van de totale oppervlakte van de powiat.

## Demografie
Stand op 30 juni 2004:
| Omschrijving                   | Totaal | Totaal | Vrouwen | Vrouwen | Mannen | Mannen |
| ------------------------------ | ------ | ------ | ------- | ------- | ------ | ------ |
| eenheid                        | aantal | %      | aantal  | %       | aantal | %      |
| inwoners                       | 10 905 | 100    | 5 526   | 50,7    | 5 379  | 49,3   |
| bevolkingsdichtheid (inw./km²) | 239,7  | 239,7  | 121,5   | 121,5   | 118,2  | 118,2  |

In 2002 bedroeg het gemiddelde inkomen per inwoner 1 555,44 zł.

## Administratieve plaatsen (sołectwo)
Iwonicz, Lubatowa, Lubatówka.

## Aangrenzende gemeenten
Dukla, Miejsce Piastowe, Rymanów
- Library of Congress Control Number: n2015020977
- Virtual International Authority File: 301355924
- WorldCat: E39PBJmpgDbWjxvvgdDQGTVV4q